# Tianzhou 7
Tianzhou 7 (chiń. 天舟七号) to siódma misja bezzałogowego statku kosmicznego Tianzhou i szósta misja zaopatrzeniowa do stacji kosmicznej Tiangong. Podobnie jak poprzednie misje Tianzhou, statek kosmiczny został wystrzelony z Centrum Startowego Satelitów Wenchang dzięki rakiecie  Długi Marsz 7.

## Przebieg misji
W dniu 20 listopada 2023 roku Chińska Załogowa Agencja Kosmiczna ogłosiła, że Tianzhou 7 zakończył swój etap produkcyjny i został przetransportowany do Wenchang.
21 grudnia 2023 roku rakieta nośna Chang Zheng 7 została przetransportowana do Centrum Startowego Satelitów Wenchang. Tam rozpoczęły się testy z już przybyłym Tianzhou 7.
17 stycznia 2024 roku o godzinie 14:27 UTC, rakieta Chang Zheng 7 pomyślnie wystartowała z Centrum Startowego Satelitów Wenchang transportując statek Tianzhou w kierunku chińskiej stacji Tiangong. Statek kosmiczny Tianzhou pomyślnie zadokował do modułu Tianhe około trzy godziny później o godzinie 17:46 UTC.